# Измельчение зёрен кофе

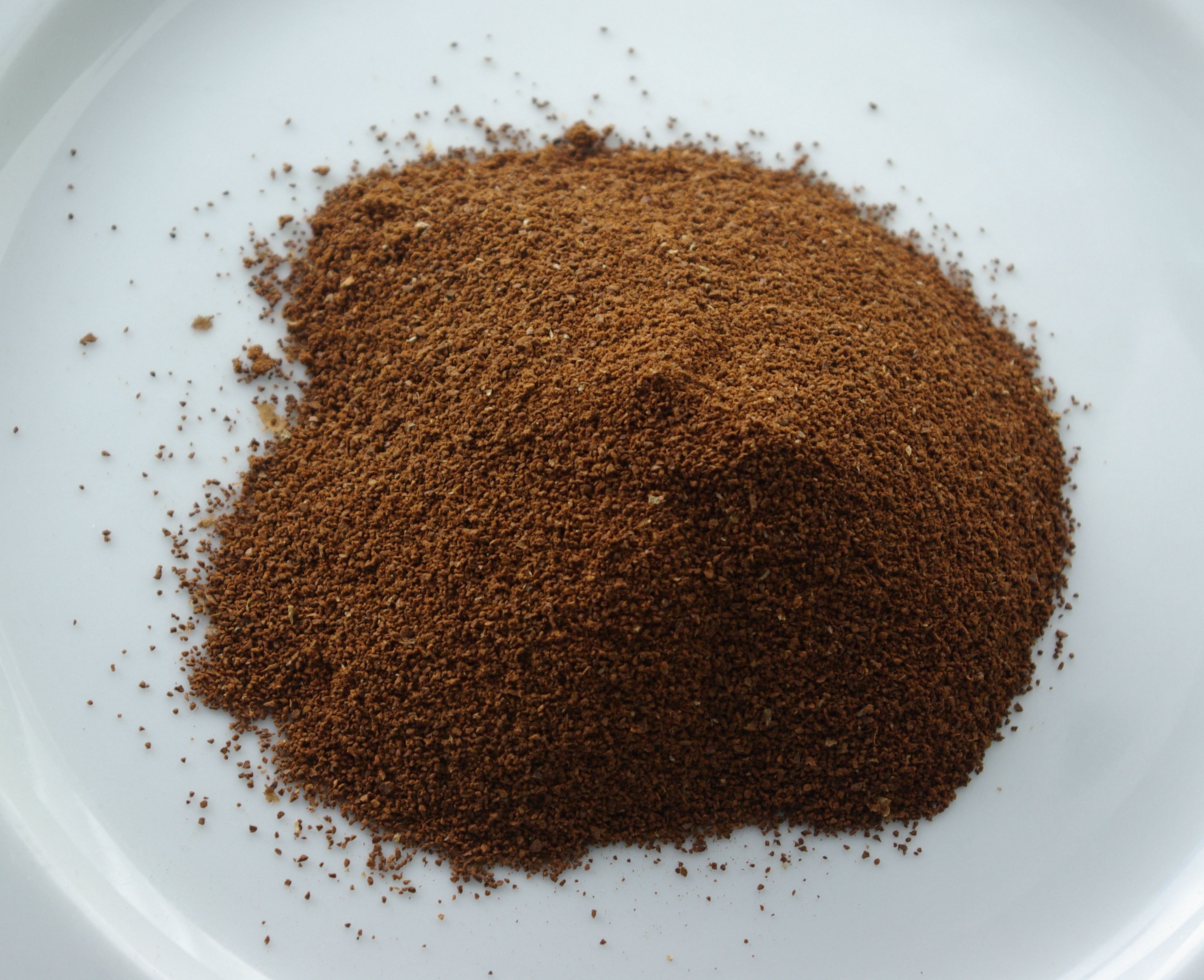
Молотый кофе

Измельчение зёрен кофе — заключительный этап обработки кофейных зёрен перед завариванием кофе.

## Устройства

### Ступка
Ступка — традиционный инструмент измельчения.

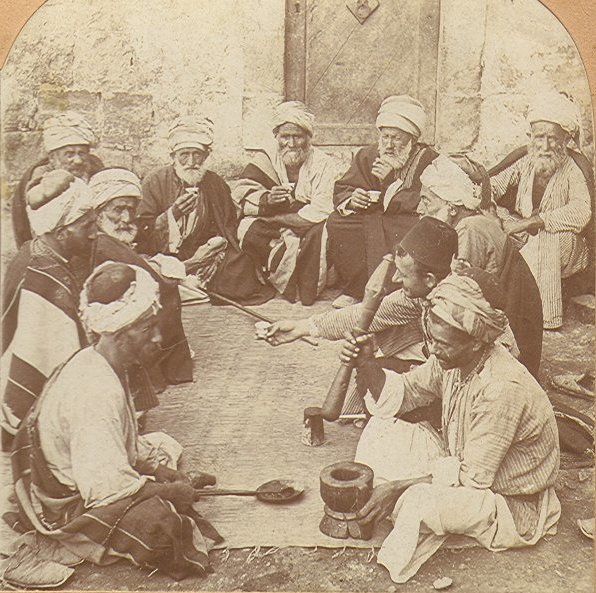
Палестинская кофейня. 1900
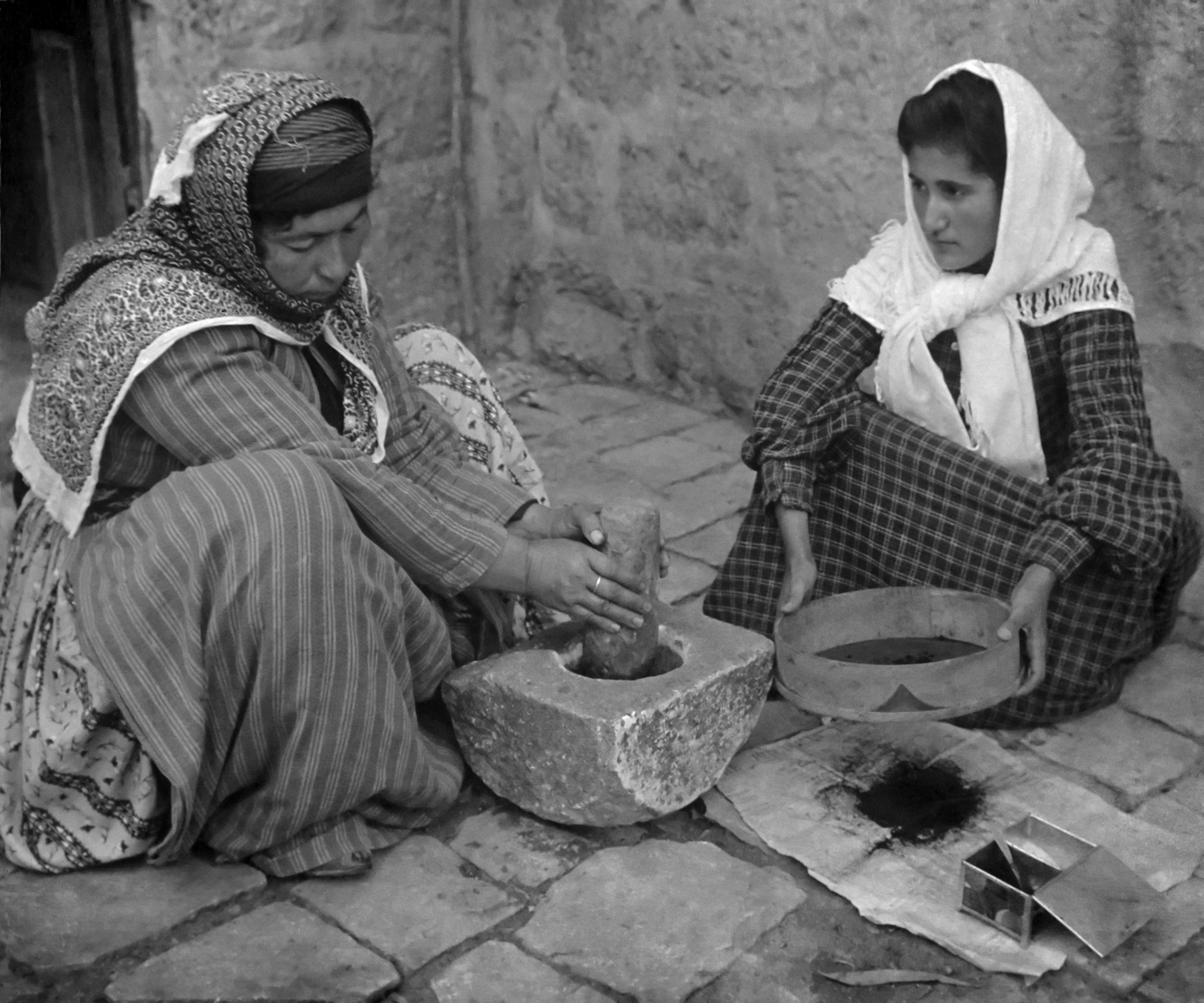
Палестина. 1905
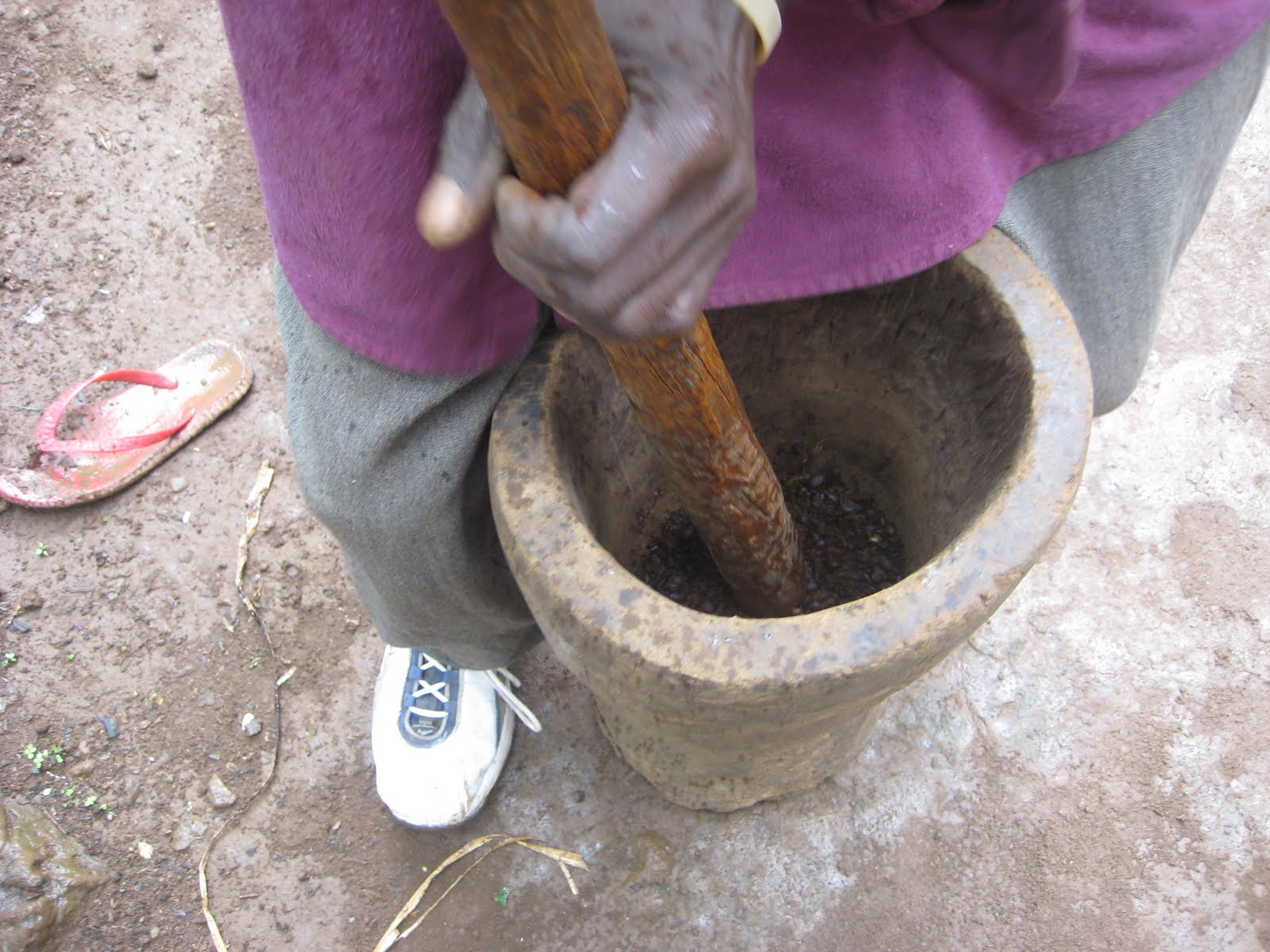
Область Килиманджаро в Танзании (Африка). 2012

### Кофемолки
Кофемолка — приспособление для ручного, механического или электрического измельчения кофейных зёрен и других сыпучих продуктов (сахара, сухарей и т. п.) с помощью вращающихся жерновов, расстояние между которыми регулируется винтом.

### Жерновая мельница
В промышленном производстве кофе измельчают при помощи вальцевых мельниц.

## Степень помола
В зависимости от того, какой способ приготовления кофе выбран, выбирается и степень помола. Традиционно считается, что для приготовления кофе в турке лучше всего подходит очень тонкий помол — «в пыль». Такую степень помола обычно не обеспечивают бытовые жерновные кофемолки. Благодаря помолу «в пыль» в чашке образуется взвесь и кофе воспринимается более густым. Помол в пыль лучше всего подходит и для гадания на кофейной гуще — рисунки гущи при таком помоле получаются наиболее чёткими и загадочными. В то же время, если кому-то не нравится взвесь в чашке, он может использовать для джезвы и любую другую степень помола.
Для эспрессо подходит среднемелкий помол. Для эспрессо особенно важно, чтобы помол был максимально однородным. В противном случае будет невозможно спрессовать однородную «кофейную таблетку» в холдере и, как следствие, большая часть идущей под давлением воды будет проходить не через весь кофе, а через места, где плотность таблетки наименьшая. Таким образом, большая часть порошка не будет принимать участие в процессе заваривания, и кофе не заварится как следует.
| Помол        | Метод приготовления |
| ------------ | ------------------- |
| Самый мелкий | Турка               |
| Мелкий       | Эспрессо            |
| Средний      | Фильтр-кофе         |
| Крупный      | Френч-пресс         |